# Copa América de 2024 – Grupo D
O Grupo D da Copa América de 2024 foi um dos quatro grupos do principal torneio de futebol para seleções masculinas que representam países da América do Sul organizado pela CONMEBOL. O torneio também inclui equipes convidadas da região da CONCACAF, que compreende a América do Norte, Central e Caribe, que se classificaram através da Liga das Nações da CONCACAF de 2023–24.

## Formato
O grupo foi formado por Brasil, Colômbia e Paraguai, todos os três da CONMEBOL, e Costa Rica da CONCACAF. O sorteio dos grupos foi realizado no dia 7 de dezembro de 2023, com a Argentina sendo previamente colocada no grupo como cabeça. As partidas do Grupo A, que incluía a partida de abertura do torneio entre Argentina e Canadá, aconteceram de 20 a 29 de junho em seis locais em seis cidades dos Estados Unidos.
As duas melhores equipes, após um round-robin de três partidas por equipe, avançaram para as quartas de final.

## Classificação
| Pos | Equipe     | Pts | J | V | E | D | GP | GC | SG | Classificado     |
| --- | ---------- | --- | - | - | - | - | -- | -- | -- | ---------------- |
| 1   | Colômbia   | 7   | 3 | 2 | 1 | 0 | 6  | 2  | +4 | Quartas de final |
| 2   | Brasil     | 5   | 3 | 1 | 2 | 0 | 5  | 2  | +3 | Quartas de final |
| 3   | Costa Rica | 4   | 3 | 1 | 1 | 1 | 2  | 4  | −2 | Eliminado        |
| 4   | Paraguai   | 0   | 3 | 0 | 0 | 3 | 3  | 8  | −5 | Eliminado        |

Nas quartas de final:
- O primeiro colocado do Grupo D avançam para enfrentar o vice-colocado do Grupo C.
- O vice-colocado do Grupo D avançam para enfrentar o primeiro colocado do Grupo C.

## Partidas

### Colômbia x Paraguai
| 24 de junho   | Colômbia              | 2 – 1             | Paraguai   | NRG Stadium, Houston                       |
| 17:00 (UTC−5) | Muñoz 32' · Lerma 42' | CONMEBOL CONCACAF | Enciso 69' | Público: 67 059 Árbitro: ARG Dario Herrera |

| '' | Colômbia | Paraguai | '' |

| GK             | 12 | Camilo Vargas       |     |       |
| RB             | 21 | Daniel Muñoz        |     |       |
| CB             | 23 | Davinson Sánchez    |     |       |
| CB             | 3  | Jhon Lucumí         |     | 25'   |
| LB             | 17 | Johan Mojica        |     |       |
| DM             | 16 | Jefferson Lerma     | 14' | 68'   |
| CM             | 6  | Richard Ríos        |     |       |
| CM             | 11 | Jhon Arias          |     | 90+2' |
| RF             | 10 | James Rodríguez     |     | 90+1' |
| CF             | 19 | Rafael Santos Borré |     | 68'   |
| LF             | 7  | Luis Díaz           |     |       |
| Substituições: |    |                     |     |       |
| DF             | 13 | Yerry Mina          |     | 25'   |
| MF             | 15 | Mateus Uribe        |     | 68'   |
| FW             | 24 | Jhon Córdoba        |     | 68'   |
| MF             | 20 | Juan Quintero       |     | 90+1' |
| MF             | 5  | Kevin Castaño       |     | 90+2' |
| Treinador:     |    |                     |     |       |
| Néstor Lorenzo |    |                     |     |       |

| GK             | 22             | Rodrigo Morínigo   |       |       |
| RB             | 25             | Gustavo Velázquez  | 54'   |       |
| CB             | 5              | Fabián Balbuena    |       |       |
| CB             | 3              | Omar Alderete      |       |       |
| LB             | 4              | Matías Espinoza    |       |       |
| DM             | 14             | Andrés Cubas       | 78'   |       |
| CM             | 23             | Mathías Villasanti |       | 80'   |
| CM             | 26             | Hernesto Caballero |       | 58'   |
| RF             | 10             | Miguel Almirón     |       | 59'   |
| CF             | 18             | Alex Arce          |       | 79'   |
| LF             | 19             | Julio Enciso       |       | 90+2' |
| Substituições: |                |                    |       |       |
| MF             | 8              | Damián Bobadilla   |       | 58'   |
| FW             | 24             | Ramón Sosa         |       | 59'   |
| FW             | 9              | Adam Bareiro       |       | 79'   |
| FW             | 11             | Ángel Romero       |       | 80'   |
| MF             | 16             | Matías Rojas       |       | 90+2' |
| Treinador:     |                |                    |       |       |
| Daniel Garnero | Daniel Garnero | Daniel Garnero     | 90+4' |       |

| Homem do Jogo: James Rodríguez Bandeirinhas: Juan Belatti Cristian Navarro Quarto árbitro: Ivo Méndez Quinto árbitro: José Antelo Árbitro assistente de vídeo: Silvio Trucco Árbitros assistentes de árbitro de vídeo: Rodrigo Carvajal |

### Brasil x Costa Rica
| 24 de junho   | Brasil | 0 – 0             | Costa Rica | SoFi Stadium, Inglewood                  |
| 18:00 (UTC−7) |        | CONMEBOL CONCACAF |            | Público: 67 158 Árbitro: MEX César Ramos |

| '' | Brasil | Costa Rica | '' |

| GK             | 1  | Alisson            |     |     |
| RB             | 2  | Danilo             |     |     |
| CB             | 3  | Éder Militão       | 80' |     |
| CB             | 4  | Marquinhos         |     |     |
| LB             | 16 | Guilherme Arana    |     |     |
| CM             | 5  | Bruno Guimarães    |     |     |
| CM             | 15 | João Gomes         |     | 70' |
| AM             | 8  | Lucas Paquetá      |     |     |
| RF             | 11 | Raphinha           |     | 83' |
| CF             | 10 | Rodrygo            |     |     |
| LF             | 7  | Vinícius Júnior    |     | 69' |
| Substituições: |    |                    |     |     |
| FW             | 9  | Endrick            |     | 69' |
| FW             | 20 | Savinho            |     | 70' |
| FW             | 22 | Gabriel Martinelli |     | 83' |
| Treinador:     |    |                    |     |     |
| Dorival Júnior |    |                    |     |     |

| GK             | 23 | Patrick Sequeira  |     |       |
| CB             | 3  | Jeyland Mitchell  |     |       |
| CB             | 4  | Juan Pablo Vargas |     |       |
| CB             | 15 | Francisco Calvo   | 54' |       |
| RWB            | 22 | Haxzel Quirós     |     |       |
| LWB            | 11 | Ariel Lassiter    |     | 90+2' |
| CM             | 14 | Orlando Galo      |     |       |
| CM             | 13 | Jefferson Brenes  |     | 63'   |
| AM             | 10 | Brandon Aguilera  |     | 90+2' |
| CF             | 21 | Álvaro Zamora     |     | 69'   |
| CF             | 9  | Manfred Ugalde    | 58' | 64'   |
| Substituições: |    |                   |     |       |
| MF             | 16 | Alejandro Bran    |     | 63'   |
| FW             | 17 | Warren Madrigal   |     | 64'   |
| FW             | 12 | Joel Campbell     |     | 69'   |
| DF             | 8  | Joseph Mora       |     | 90+2' |
| DF             | 2  | Gerald Taylor     |     | 90+2' |
| Treinador:     |    |                   |     |       |
| Gustavo Alfaro |    |                   |     |       |

| Homem do Jogo: Patrick Sequeira Bandeirinhas: Alberto Morin Marco Bisguerra Quarto árbitro: Alexis Herrera Quinto árbitro: Alberto Ponte Árbitro assistente de vídeo: Guillermo Pacheco Árbitros assistentes de árbitro de vídeo: Erik Miranda |

### Colômbia x Costa Rica
| 28 de junho   | Colômbia                                        | 3 – 0             | Costa Rica | State Farm Stadium, Glendale                |
| 15:00 (UTC−7) | Luis Díaz 31' (pen) · Sánchez 59' · Córdoba 62' | CONMEBOL CONCACAF |            | Público: 27 386 Árbitro: URU Gustavo Tejera |

| '' | Colômbia | Costa Rica | '' |

| GK             | 12 | Camilo Vargas       |     |     |
| RB             | 21 | Daniel Muñoz        |     |     |
| CB             | 23 | Davinson Sánchez    |     |     |
| CB             | 2  | Carlos Cuesta       |     |     |
| LB             | 17 | Johan Mojica        |     |     |
| CM             | 16 | Jefferson Lerma     |     | 71' |
| CM             | 6  | Richard Ríos        | 41' | 46' |
| RW             | 11 | Jhon Arias          |     |     |
| AM             | 10 | James Rodríguez     |     | 71' |
| LW             | 7  | Luis Díaz           |     | 77' |
| CF             | 24 | Jhon Córdoba        | 64' | 77' |
| Substituições: |    |                     |     |     |
| MF             | 15 | Mateus Uribe        |     | 46' |
| MF             | 5  | Kevin Castaño       |     | 71' |
| MF             | 22 | Yáser Asprilla      |     | 71' |
| FW             | 19 | Rafael Santos Borré |     | 77' |
| MF             | 14 | Jhon Durán          |     | 77' |
| Treinador:     |    |                     |     |     |
| Néstor Lorenzo |    |                     |     |     |

| GK             | 22 | Patrick Sequeira  |     |     |
| CB             | 3  | Jeyland Mitchell  |     |     |
| CB             | 4  | Juan Pablo Vargas |     |     |
| CB             | 15 | Francisco Calvo   |     |     |
| RWB            | 22 | Haxzel Quirós     |     |     |
| LWB            | 11 | Ariel Lassiter    |     | 46' |
| CM             | 14 | Orlando Galo      |     |     |
| CM             | 10 | Brandon Aguilera  |     | 66' |
| AM             | 17 | Warren Madrigal   |     | 83' |
| CF             | 9  | Manfred Ugalde    | 17' | 46' |
| CF             | 21 | Álvaro Zamora     |     | 66' |
| Substituições: |    |                   |     |     |
| DF             | 8  | Joseph Mora       |     | 46' |
| FW             | 12 | Joel Campbell     |     | 46' |
| MF             | 13 | Jefferson Brenes  |     | 66' |
| MF             | 20 | Josimar Alcócer   |     | 66' |
| FW             | 24 | Andy Rojas        |     | 83' |
| Treinador:     |    |                   |     |     |
| Gustavo Alfaro |    |                   |     |     |

| Homem do Jogo: Luis Díaz Bandeirinhas: Martin Soppi Pablo Llarena Quarto árbitro: Augusto Aragón Quinto árbitro: Ricardo Baren Árbitro assistente de vídeo: Héctor Paletta Árbitros assistentes de árbitro de vídeo: Cristhian Ferreyra |

### Paraguai x Brasil
| 28 de junho   | Paraguai     | 1 – 4             | Brasil                                                       | Allegiant Stadium, Las Vegas            |
| 18:00 (UTC−7) | Alderete 48' | CONMEBOL CONCACAF | Vinícius Júnior 35', 45+5' · Savinho 43' · Paquetá 65' (pen) | Público: 46 939 Árbitro: CHI Piero Maza |

| '' | Paraguai | Brasil | '' |

| GK             | 22 | Rodrigo Morínigo   |       |     |
| RB             | 25 | Gustavo Velázquez  |       |     |
| CB             | 5  | Fabián Balbuena    | 45+3' |     |
| CB             | 3  | Omar Alderete      |       |     |
| LB             | 4  | Matías Espinoza    |       | 73' |
| CM             | 8  | Damián Bobadilla   |       | 84' |
| CM             | 23 | Mathías Villasanti |       |     |
| CM             | 14 | Andrés Cubas       | 81'   |     |
| RF             | 10 | Miguel Almirón     |       | 78' |
| CF             | 18 | Alex Arce          |       | 73' |
| LF             | 19 | Julio Enciso       |       | 72' |
| Substituições: |    |                    |       |     |
| MF             | 17 | Alejandro Romero   |       | 72' |
| DF             | 13 | Néstor Giménez     |       | 73' |
| FW             | 9  | Adam Bareiro       |       | 73' |
| FW             | 24 | Ramón Sosa         |       | 78' |
| MF             | 26 | Hernesto Caballero | 90+3' | 84' |
| Treinador:     |    |                    |       |     |
| Daniel Garnero |    |                    |       |     |

| GK             | 1  | Alisson           |       |     |
| RB             | 2  | Danilo            |       |     |
| CB             | 3  | Éder Militão      |       | 87' |
| CB             | 4  | Marquinhos        |       |     |
| LB             | 6  | Wendell           | 45+3' |     |
| CM             | 5  | Bruno Guimarães   |       | 72' |
| CM             | 15 | João Gomes        |       |     |
| RW             | 20 | Savinho           |       | 72' |
| AM             | 8  | Lucas Paquetá     | 70'   | 79' |
| LW             | 7  | Vinícius Júnior   | 83'   |     |
| CF             | 10 | Rodrygo           |       | 79' |
| Substituições: |    |                   |       |     |
| FW             | 11 | Raphinha          |       | 72' |
| MF             | 18 | Douglas Luiz      |       | 72' |
| FW             | 9  | Endrick           |       | 79' |
| MF             | 19 | Andreas Pereira   |       | 79' |
| DF             | 14 | Gabriel Magalhães |       | 87' |
| Treinador:     |    |                   |       |     |
| Dorival Júnior |    |                   |       |     |

| Homem do Jogo: Vinícius Júnior Bandeirinhas: Claudio Urrutia Miguel Rocha Quarto árbitro: Maurizio Mariani Quinto árbitro: Daniele Bindoni Árbitro assistente de vídeo: Juan Lara Árbitros assistentes de árbitro de vídeo: Edson Cisternas |

### Costa Rica x Paraguai
| 2 de julho    | Costa Rica            | 2 – 1             | Paraguai | Q2 Stadium, Austin                       |
| 20:00 (UTC−5) | Calvo 3' · Alcócer 7' | CONMEBOL CONCACAF | Sosa 55' | Público: 12 765 Árbitro: ARG Yael Falcón |

| '' | Costa Rica | Paraguai | '' |

| GK             | 23 | Patrick Sequeira  |     |     |
| CB             | 3  | Jeyland Mitchell  |     |     |
| CB             | 4  | Juan Pablo Vargas |     |     |
| CB             | 15 | Francisco Calvo   |     |     |
| RM             | 2  | Gerald Taylor     |     |     |
| CM             | 14 | Orlando Galo      | 82' |     |
| CM             | 13 | Jefferson Brenes  |     | 78' |
| LM             | 8  | Joseph Mora       |     | 88' |
| AM             | 12 | Joel Campbell     |     | 68' |
| CF             | 17 | Warren Madrigal   |     | 78' |
| CF             | 20 | Josimar Alcócer   | 16' | 68' |
| Substituições: |    |                   |     |     |
| MF             | 10 | Brandon Aguilera  |     | 68' |
| FW             | 21 | Álvaro Zamora     |     | 68' |
| MF             | 16 | Alejandro Bran    |     | 78' |
| FW             | 7  | Anthony Contreras | 85' | 78' |
| DF             | 6  | Julio Cascante    |     | 88' |
| Treinador:     |    |                   |     |     |
| Gustavo Alfaro |    |                   |     |     |

| GK             | 22 | Rodrigo Morínigo   |     |     |
| RB             | 25 | Gustavo Velázquez  |     | 74' |
| CB             | 5  | Fabián Balbuena    |     |     |
| CB             | 3  | Omar Alderete      | 28' |     |
| LB             | 13 | Néstor Giménez     |     |     |
| CM             | 8  | Damián Bobadilla   |     | 83' |
| CM             | 23 | Mathías Villasanti |     | 74' |
| RW             | 10 | Miguel Almirón     | 34' | 46' |
| AM             | 19 | Julio Enciso       |     |     |
| LW             | 24 | Ramón Sosa         | 48' |     |
| CF             | 9  | Adam Bareiro       |     | 46' |
| Substituições: |    |                    |     |     |
| MF             | 26 | Hernesto Caballero |     | 46' |
| FW             | 11 | Ángel Romero       |     | 46' |
| DF             | 2  | Iván Ramírez       |     | 74' |
| MF             | 17 | Kaku               |     | 74' |
| FW             | 7  | Derlis González    |     | 83' |
| Treinador:     |    |                    |     |     |
| Daniel Garnero |    |                    |     |     |

| Homem do Jogo: Josimar Alcócer Bandeirinhas: Facundo Rodríguez Maximiliano Del Yesso Quarto árbitro: Ivo Méndez Quinto árbitro: Edwar Saavedra Árbitro assistente de vídeo: Leodán González Árbitros assistentes de árbitro de vídeo: Carlos López |

### Brasil x Colômbia
| 2 de julho    | Brasil       | 1 – 1             | Colômbia    | Levi's Stadium, Santa Clara                   |
| 18:00 (UTC−7) | Raphinha 12' | CONMEBOL CONCACAF | Muñoz 45+2' | Público: 70 971 Árbitro: VEN Jesús Valenzuela |

| '' | Brasil | Colômbia | '' |

| GK             | 1  | Alisson         |     |     |
| RB             | 2  | Danilo (c)      |     |     |
| CB             | 3  | Éder Militão    |     |     |
| CB             | 4  | Marquinhos      |     |     |
| LB             | 6  | Wendell         |     | 86' |
| CM             | 5  | Bruno Guimarães | 73' | 86' |
| CM             | 15 | João Gomes      | 27' | 73' |
| RW             | 11 | Raphinha        |     |     |
| AM             | 8  | Lucas Paquetá   |     | 46' |
| LW             | 7  | Vinícius Júnior | 7'  |     |
| CF             | 10 | Rodrygo         |     | 73' |
| Substituições: |    |                 |     |     |
| MF             | 19 | Andreas Pereira |     | 46' |
| MF             | 24 | Éderson         |     | 73' |
| FW             | 20 | Savinho         |     | 73' |
| MF             | 18 | Douglas Luiz    |     | 86' |
| FW             | 9  | Endrick         |     | 86' |
| Treinador:     |    |                 |     |     |
| Dorival Júnior |    |                 |     |     |

| GK             | 12 | Camilo Vargas       |     |     |
| RB             | 21 | Daniel Muñoz        |     |     |
| CB             | 23 | Davinson Sánchez    |     |     |
| CB             | 2  | Carlos Cuesta       |     |     |
| LB             | 26 | Deiver Machado      | 25' | 46' |
| CM             | 6  | Richard Ríos        |     | 76' |
| CM             | 16 | Jefferson Lerma     | 27' |     |
| CM             | 11 | Jhon Arias          |     |     |
| RF             | 10 | James Rodríguez     | 81' |     |
| CF             | 24 | Jhon Córdoba        |     | 76' |
| LF             | 7  | Luis Díaz           |     | 89' |
| Substituições: |    |                     |     |     |
| DF             | 17 | Johan Mojica        |     | 46' |
| MF             | 25 | Matheus Uribe       |     | 76' |
| FW             | 19 | Rafael Santos Borré |     | 76' |
| MF             | 8  | Jorge Carrascal     |     | 81' |
| MF             | 18 | Luis Sinisterra     |     | 89' |
| Treinador:     |    |                     |     |     |
| Néstor Lorenzo |    |                     |     |     |

| Homem do Jogo: James Rodríguez Bandeirinhas: Jorge Urrego Alberto Ponte Quarto árbitro: Augusto Aragón Quinto árbitro: Christian Lescano Árbitro assistente de vídeo: Mauro Vigliano Árbitros assistentes de árbitro de vídeo: Jonny Bossio |